# NEED YOUR LOVE
《NEED YOUR LOVE》는 두 애즈 인피니티의 6번째 오리지널 정규 음반이다.
전작 《GATES OF HEAVEN》을 발매하고 1년 3개월만의 오리지널 앨범으로, 밴드 해체 전 마지막 오리지널 앨범이기도 하다. 한해 전에 발매한 커플링 선집 앨범 《Do The B-side》 초회본 특전의 티셔츠가 호평을 받자 이 앨범은 CD+DVD+티셔츠 한정생산본이 발매되었다. 본 앨범의 티셔츠는 TRANS CONTINENTS가 디자인을 담당하고, Van셀렉트(반 토미코 모델)와 Ryo셀렉트(오와타리 료 모델)의 두 가지 형태가 제작되었다(T셔츠의 사이즈 및 색은 1종류 뿐이었다). CD만 있는 버전 및 CD+DVD가 합쳐진 통상본의 두 가지를 보태 티셔츠와 조합했을 경우 총 4가지 형태로 발매되었다. 또한 발매 직후인 3월 2일에는 5.1ch의 고음질 재생을 위한 SACD 반과 DVD-Audio 반도 발매되어, 모두 해서 6가지 형태로 발매된 셈이다.
초회반과 통상반 첫 생산분에는 보너스 트랙으로 히트곡 〈호랑가시나무〉의 어쿠스틱 버전을 수록했다. DVD에는 최초로 수록되는 2곡의 뮤직 클립이 실렸다.
2004년은 라이브 활동에 전념하여 싱글 발표가 소극적이었기 때문에, 싱글곡은 2곡 뿐으로, 두 애즈 인피니티의 음반 중 가장 적은 양이지만, 신곡도 9곡이 수록되어 있다. 신곡 중에는 《Do The B-side》의 초회본 보너스 트랙으로 수록되었던 〈BE FREE〉가 포함되어 있다.
그리고 데뷔 5주년 기획으로 과거 오리지널 앨범이었던 5개 음반(《BREAK OF DAWN》, 《NEW WORLD》, 《DEEP FOREST》, 《TRUE SONG》, 《GATES OF HEAVEN》)의 종이 자켓사양 한정반이 동시 발매되었다. 모두 카피 컨트롤 CD는 아니고, 통상 CD 사양이었다.

## 발매 형태

### 초회한정 티셔츠 생산반
- A(CD + DVD + 티셔츠-Van셀렉트)
  - 초회한정 보너스 트랙 포함 전 12곡 수록 CD + DVD
  - 반 토미코가 셀렉트한 여성취향 티셔츠 호화 패키지 사양
- B(CD + DVD + 티셔츠-Ryo셀렉트)
  - 초회한정 보너스 트랙 포함 전 12곡 수록 CD + DVD
  - 오와타리 료가 셀렉트한 여성취향 티셔츠 호화 패키지 사양

### 통상반
- CD + DVD
- CD

이상 두 버전은 초회한정본에만 보너스 트랙 수록
- SACD
- DVD-Audio

이상 두 버전은 보너스 트랙 미수록. DVD-Audio는 뮤직클립의 영상은 없다.

## 수록곡
| #            | 제목                                       | 작사            | 작곡         | 재생 시간 |
| ------------ | ------------------------------------------ | --------------- | ------------ | --------- |
| 1.           | 〈For the future〉                         | 오와타리 료     | D・A・I      | 4:19      |
| 2.           | 〈Blue〉                                   | 오와타리 료     | D・A・I      | 3:44      |
| 3.           | 〈BE FREE〉                                | 오와타리 료     | 나가오 다이  | 4:12      |
| 4.           | 〈楽園〉                                   | 오와타리 료     | D・A・I      | 4:59      |
| 5.           | 〈Ever…〉                                  | 반 토미코       | D・A・I      | 4:32      |
| 6.           | 〈one flesh〉                              | 반 토미코       | D・A・I      | 3:14      |
| 7.           | 〈ROBOT〉                                  | 나카무라 리츠코 | D・A・I      | 3:28      |
| 8.           | 〈夜鷹の夢〉                               | 나카무라 리츠코 | D・A・I      | 4:50      |
| 9.           | 〈Ultimate G.V〉                           | 반 토미코       | D・A・I      | 3:17      |
| 10.          | 〈Need your love〉                         | 오와타리 료     | D・A・I      | 3:17      |
| 11.          | 〈菜ノ花畑〉                               | 나카무라 리츠코 | D・A・I      | 3:37      |
| 12.          | 〈초회한정 보너스 트랙: 柊 어쿠스틱 버전〉 |                 |              | 4:28      |
| 총 재생 시간 | 총 재생 시간                               | 총 재생 시간    | 총 재생 시간 | 49:28     |